# Carlos Miranda Miranda
Carlos Miranda Miranda (Rancagua, 4 de noviembre de 1891 - 26 de julio de 1967), obrero y político chileno. Fue alcalde de su ciudad natal y diputado.

## Biografía
Estudió en el Liceo de Rancagua y trabajó como obrero de la Braden Copper Company. Sus ahorros le ayudaron a ser dueño de una barraca de fierros, mientras mantenía su trabajo en la minera, donde llegó a ser dirigente sindical.
Contrajo matrimonio tres veces, la última, con Raquel Seguel Bulboa.Tuvo tres hijos de su primera esposa Delfina Peña Paredes, Nicolás, Carlos y Celinda.
En 1947 se hizo militante del Partido Agrario Laborista, partido por el cual fue elegido regidor de la Municipalidad de Rancagua (1938-1947) y posteriormente alcalde (1947-1950). Sin embargo, abandonó su cargo para ser candidato a diputado (1949).
Fue elegido diputado en las Elección de Diputados de 1949 por Rancagua, Caupolicán y San Vicente para el periodo 1949-1953. Integró la comisión permanente de Industrias. Fue reelegido en el cargo para los periodos 1953-1957 y 1957-1961, en los cuales participó de la comisión permanente de Asistencia Médico-Social e Higiene.
Sin embargo, la Corte Suprema de Justicia, comunicó mediante oficio de enero de 1961 su desafuero de la Cámara de Diputados, por un proceso judicial en su contra por exportación ilegal de chatarra de cobre.